# Falk Horn
Falk Horn (* 25. Juni 1990 in Elmshorn) ist ein deutscher American-Football-Spieler.

## Laufbahn
Nach Stationen in der Jugend der Elmshorn Fighting Pirates und der Hamburg Blue Devils schloss sich Horn 2010 den Kiel Baltic Hurricanes an. Unter der Leitung von Cheftrainer Patrick Esume gewannen die Kieler mit Horn im Oktober 2010 die deutsche Meisterschaft. 2011 und 2012 erreichte er mit der Mannschaft ebenfalls das Endspiel, verpasste die Wiederholung des Erfolgs aber jeweils. Bei der Weltmeisterschaft 2011 wurde er mit Deutschland Fünfter.
Er spielte vorerst bis 2014 für Kiel. Während der Europameisterschaft 2014, bei der die deutsche Mannschaft den EM-Titel erreichte, erlitt er einen Achillessehnenriss. 2016 spielte der auf den Positionen Defensive Back und Safety eingesetzte Horn wieder für Kiel. 2017 stand der gebürtig aus Elmshorn stammende Horn nicht auf dem Feld, zur Saison 2018 kehrte er in die Mannschaft der Landeshauptstädter Schleswig-Holsteins zurück.